# Škoda 21Eb
Škoda 21Eb – prototyp miejskiego elektrycznego autobusu niskopodłogowego o napędzie akumulatorowym, wyprodukowany w 2003 r.

## Rozwój, produkcja i eksploatacja
W latach 2001–2003 prowadzono badania nad eksploatacją i rozwojem autobusu miejskiego we współpracy znojmieńskiego przewoźnika ČAS-service i politechniki w Brnie. Ich ukoronowaniem był zakup szkieletu (numer seryjny 13087, rok produkcji 2002) trolejbusu Škoda 21TrACI w 2003 r., który wykorzystano w ramach współpracy między politechniką i Škodą Ostrov do skonstruowania prototypu autobusu elektrycznego Škoda 21Eb. Do budowy autobusu częściowo wykorzystano standardowe części z trolejbusu 21Tr, ale prace rozwojowe i konstrukcyjne miały miejsce w firmie ČAS-service. Ze względu na dużą masę autobusu, w pojeździe pierwotnie zastosowano siedzenia laminowane znane z tramwajów T3 (później zostały one zastąpione siedzeniami z autobusów Karosa).
Był to pierwszy autobus elektryczny w Czechach, co wiązało się z koniecznością rozwiązania kilku formalnych przeszkód. Po pomyślnych jazdach próbnych pojazd został oddany do eksploatacji. Autobus wyposażono w baterie firmy SAFT, które ładowano za pomocą specjalnej stacji szybkiego ładowania firmy EPRONA, zlokalizowanej w jednym z garaży na terenie przewoźnika. Średnie koszty eksploatacji autobusu elektrycznego wyniosły około 0,80 CZK/km, natomiast w przypadku autobusów z silnikiem spalinowym koszty te wyniosły około 7,00 CZK/km.
Pojazd był eksploatowany przez ČAS-service do końca 2009 r., kiedy obsługę komunikacji miejskiej w Znojmie przejęła spółka ZDS Psota. W 2010 r. pojazd wynajęto na specjalny wyjazd fotografów do zamku we Vranovie nad Dyjí. Następnie autobus nie był już wykorzystywany i stał w garażu przewoźnika.
W maju 2025 autobus został zakupiony przez klub ŠKODA-BUS Plzeň zs, który przeprowadził czyszczenie, rejestrację i przegląd techniczny. Doprowadził również autobus do sprawności. Jego nowym domem zostało Muzeum Transportu w Strašicach, dokąd pojazd pokonał trasę o długości 272 km ze Znojma o własnych siłach, ale korzystając z napięcia wytworzonego przez generator Diesla ciągnięty na przyczepie (wymontowany z trolejbusu 24Tr).
| Państwo | Miasto | Typ  | Rok produkcji | Liczba | Uwagi    |       |
| ------- | ------ | ---- | ------------- | ------ | -------- | ----- |
| Czechy  | Znojmo | 21Eb | 2003          | 1      | prototyp | [ 7 ] |

Po opracowaniu prototypu miała nastąpić produkcja seryjna. Biorąc pod uwagę, że produkcję pojazdów Škoda 21Tr zakończono w 2004 r., można założyć, że możliwe byłoby wykorzystanie nadwozi również innych pojazdów, gdyż po 2009 r. na stronie internetowej ČAS-Service pojawiła się wzmianka o możliwości wykorzystania innych nadwozi (ze zdjęciem trolejbusu Škoda 24Tr). Żaden przewoźnik nie był jednak zainteresowany.